# Heinz Werner Kraehkamp
Heinz Werner Kraehkamp (Darmstadt, 26 december 1948 – Berlijn, 24 november 2012) was een Duits acteur.

## Leven en werk
Kraehkamp begon als clown in een Belgisch circus en ging daarna studeren in Frankfurt am Main bij Hochschule für Musik und Darstellende Kunst Frankfurt am Main en in Parijs.
Hij speelde eerst veel als toneelspeler maar daarna werd hij bekend als televisieacteur door meer dan 140 rollen te spelen in series als Tatort en Abschnitt 40.
Heinz Werner Kraehkamp woonde in Berlijn. Hij overleed daar in 2012 aan longkanker op 63-jarige leeftijd.

## Filmografie
- 1967: Herr Hesselbach und … die Kunst
- 1972: Tatort: Kennwort Gute Reise (Fernsehreihe)
- 1975: Tatort: Die Rechnung wird nachgereicht
- 1975: Derrick: Alarm auf Revier 12
- 1976: Freiwillige Feuerwehr
- 1976: Der Winter, der ein Sommer war
- 1976: Tatort: Zwei Flugkarten nach Rio
- 1978: Tatort: Zürcher Früchte
- 1980: Die Leute vom Domplatz
- 1980: Tatort: Der Zeuge
- 1980: Auf Achse: Landjäger
- 1981: Tatort: Nebengeschäfte
- 1981: Nach Mitternacht
- 1983: Ein Fall für zwei: Der Zeuge
- 1983: Die Matrosen von Kronstadt
- 1983: Tatort: Peggy hat Angst
- 1985: Kir Royal – Wer reinkommt, ist drin
- 1985: Tatort: Schmerzensgeld
- 1986: Fraulein
- 1986: Zischke
- 1986: Tatort: Automord
- 1987: Die Krimistunde - Die Sache mit der freundlichen Kellnerin (Fernsehserie)
- 1989: Ein Heim für Tiere (13 afleveringen als postbode)
- 1990: Der achte Tag
- 1990: Tatort: Zeitzünder
- 1991: Comedy Club (1e en 2e seizoen)
- 1991–2003: Siebenstein (televisieserie; als terugkerend personage Werner Blöhmann)
- 1992: Alles Lüge
- 1992: Das Ende vom Anfang (theateropname)
- 1992: 5 Zimmer, Küche, Bad
- 1993–1994: Café Skandal
- 1994: König von Dulsberg
- 1994: Mein lieber Mann
- 1995: Nah am Wasser
- 1996: Echte Kerle
- 1997: Küstenwache (pilotfilm)
- 1997: Gomez – Kopf oder Zahl
- 1997: Tatort: Mordsgeschäfte
- 1998: Ich Chef, Du Turnschuh
- 1998: Weekend mit Leiche
- 1998: Polizeiruf 110: Discokiller (televisieserie)
- 1998: Polizeiruf 110: Rot ist eine schöne Farbe (televisieserie)
- 1998: Ein starkes Team: Auge um Auge (televisieserie)
- 1999: Tatort: Der Tod fährt Achterbahn
- 2001–2006: Abschnitt 40
- 2001: Die grüne Wolke
- 2001: Heinrich der Säger
- 2002: Viktor Vogel – Commercial Man
- 2004: Tatort: Janus
- 2008: Selbstgespräche
- 2008: Der Bulle von Tölz: Der Zauberer im Brunnen
- 2009: Pfarrer Braun: Im Namen von Rose
- 2010: Tatort: Schlafende Hunde
- 2011: Notruf Hafenkante: Eine alte Schuld
- 2011: Mord in bester Gesellschaft: Die Lüge hinter der Wahrheit
- 2011: SOKO Wismar: Umzug in den Tod
- 2012: SOKO Stuttgart: Matchball

## Hoorspelen
- 1997: Jenny Reinhardt: Malwine und Herr Kast – Regie: Stefan Dutt (kinderhoorspel – DLR Berlin)
- 2007: Andrea Camilleri: Toter Mann – Regie: Götz Naleppa (misdaadhoorspel – DKultur)

- Gemeinsame Normdatei: 141103507
- International Standard Name Identifier: 0000 0003 7208 7160
- Library of Congress Control Number: no2010121870
- Virtual International Authority File: 120348427
- WorldCat: E39PBJfcHBbyJftk48YyxP8jYP